# Марсель-Нотр-Дам-Лимит
Марсе́ль-Нотр-Дам-Лими́т (фр. Marseille-Notre-Dame-Limite) — кантон во Франции, находится в регионе Прованс — Альпы — Лазурный Берег, департамент Буш-дю-Рон. Входит в состав округа Марсель.
Код INSEE кантона — 1357. В кантон Марсель-Нотр-Дам-Лимит входит часть коммуны Марсель.
Население кантона на 2008 год составляло 34 462 человека.